# Marcin Karczyński
Marcin Karczyński (ur. 6 lipca 1978 w Sanoku) – polski kolarz górski, olimpijczyk z Letnich Igrzysk 2004.

## Życiorys
Absolwent II Liceum Ogólnokształcącego im. Marii Skłodowskiej-Curie w Sanoku z 1997.
W wyborach samorządowych w 2014 bez powodzenia kandydował do Rady Powiatu Sanockiego z listy Komitetu Wyborczego Wyborców „Przyjazny Powiat”.

## Kariera sportowa
Jego specjalnością stało się kolarstwo górskie, którego uprawianie rozpoczął w 1995 pod kierunkiem trenera Janusza Głowackiego w Sanockim Klubie Kolarstwa Górskiego. W 1996 zdobył swój pierwszy tytuł mistrza Polski juniorów. W ubiegłych latach reprezentował kluby: LKS Sanok, SKKG SKI Sport Sanok, BTC Ustrzyki Dolne, RMF FM Coca-Cola Kraków, LOTTO-PZU, PSB Atlas Orbea, MTB Halls Team.
W 1997 brał udział w przygotowaniach olimpijskich „Sydney 2000” (wraz z nim inna zawodniczka z Sanoka, Anna Ryniak). Został drugim, po Katarzynie Bachledzie-Curuś, sanoczaninem i wychowankiem klubu z Sanoka, który wystąpił na igrzyskach olimpijskich (Ateny 2004), a pierwszym, który wystąpił na igrzyskach letnich.

## Ważniejsze wyniki
2008
- 3. m Puchar KEM Morsko
- 2. m II Ogólnopolski Punktowany Wyścig MTB Leżajsk
- 1. m BANK BPH Grand Prix MTB Szczawno Zdrój
- 1. m Mazovia MTB Marathon Łódź

2007
- 2. m Skoda Auto Grand Prix MTB Nałęczów
- 5. m Skoda Auto Grand Prix MTB Warszawa
- 11. m Skoda Auto Grand Prix MTB Szczawno Zdrój
- 3. m Skoda Auto Grand Prix MTB Chocież
- 4. m Gran Prix Massi - Copa Catalana BTT Internacional 2007 Barcelona
- 12. m Volcat 07, Tour a Catalunya en BTT Igualada-Calaf-Alta Anoia

2006
- 3. m Sztafeta Mistrzostwa Świata
- 2. m SkodaAuto Grand Prix MTB - IV edycja - Sławno k. Opoczna
- 8. m SkodaAuto Grand Prix MTB - III edycja Wałbrzych - Zamek Książ
- 9. m SkodaAuto Grand Prix MTB - II edycja Głuchołazy

2005
- 3. m SkodaAuto Grand Prix MTB - Głuchołazy
- 20. m Szlakiem Grodów Piastowskich (klasa UCI) klasyfikacja generalna
- 3. m VOLTA A CATALANA 2005 (klasyfikacja generalna)
- 7. m VOLTA A CATALANA 2005 (trzeci etap)
- 3. m VOLTA A CATALANA 2005 (drugi etap)
- 2. m VOLTA A CATALANA 2005 (pierwszy etap)

2004
- 3. m Sztafeta Mistrzostwa Świata Les Gets Francja
- 1. m Sztafeta Mistrzostwa Polski MTB Kielce
- 24. m Igrzyska Olimpijskie w Atenach
- 1. m SkodaAuto Grand Prix MTB klasyfikacja generalna
- 2. m Puchar Austrii w MTB - Mollbrucke
- 1. m SkodaAuto Grand Prix MTB - IV edycja Bukowina Tatrzańska
- 1. m SkodaAuto Grand Prix MTB - III edycja Polanica Zdrój
- 5. m SkodaAuto Grand Prix MTB - II edycja Czarnków
- 1. m SkodaAuto Grand Prix MTB - I edycja Głuchołazy

2003
- 1. m SkodaAuto Grand Prix MTB klasyfikacja generalna
- 1. m Sztafeta Mistrzostwa Polski
- 1. m Mistrzostwa Polski seniorów
- 2. m Sztafeta Mistrzostwa Europy
- 1. m Sztafeta Mistrzostwa Świata

2002
- 4. m SkodaAuto Grand Prix MTB
- 2. m Sztafeta Mistrzostwa Polski
- 1. m Mistrzostwa Polski

2001
- 2. m Puchar Polski
- 2. m Grand Prix MTB
- 3. m Mistrzostwa Polski

2000
- 2. m Paryż-Roubaix U-23 (etap)
- 4. m Paryż-Roubaix U-23 (klasyfikacja generalna)
- 3. m Grand Prix MTB

1999
- 1. m Grand Prix MTB Lesko

1998
- 1. m Mistrzostwa Polski U-23

1997
- 2. m Mistrzostwa Polski (junior)

1996
- 1. m Mistrzostwa Polski (junior; podczas IV edycji MP w Wiśle[7])[8]